# Alex nephodes
Alex nephodes é uma espécie de inseto do gênero Alex, pertencente à família Formicidae.